# Нобель Менді
Нобе́ль Менді́ (фр. Nobel Mendy; нар. 3 вересня 2004) — сенегальський футболіст, захисник іспанського клубу «Реал Бетіс».

## Клубна кар'єра

### «Париж»
Займався футболом в академії «Гедіавай» з рідного міста, а після 2015 року, коли його родина переїхала у Францію, виступав за юнацькі команди «Вернон», «Пасі-Меніль» та «Мантуа». В червні 2021 року підписав дворічний контракт з академією французького клубу «Париж». 26 лютого 2022 року дебютував за резервну команду в матчі Насьйоналя 3 проти «Расінга». 4 червня 2022 року в поєдинку проти «Ле Мюро» забив свій перший гол у кар'єрі.
26 грудня 2022 року дебютував в основному складі «Парижа» в матчі Ліги 2 проти «По», вийшовши на заміну Йоану Коре. 5 квітня 2023 року підписав з клубом свій перший професіональний контракт.

#### Оренда в «Реал Бетіс Б»
1 вересня 2023 року відправився в сезонну оренду в іспанський клуб «Реал Бетіс Б», резервну команду «Реал Бетіса» з опцією подальшого викупу. 8 жовтня 2023 року дебютував за «Реал Бетіс Б» в поєдинку Сегунди Федерасьйон проти «Велеса». 6 січня 2024 року дебютував в основному складі «Бетіса» в матчі Кубка Іспанії проти «Алавеса», вийшовши з перших хвилин.

### «Реал Бетіс»
5 червня 2024 року став повноцінним гравцем «Реал Бетіс», підписавши трирічний контракт. Сума трансферу становила 900000 євро. 3 жовтня 2024 року в матчі Ліги конференцій УЄФА проти варшавської «Легії» дебютував у єврокубках. 18 травня 2025 року в поєдинку проти клубу «Атлетіко» (Мадрид) дебютував у Ла-Лізі. В сезоні 2024–25 дійшов з «Бетісом» до фіналу Ліги конференцій, де в підсумку його команда поступилась англійському «Челсі».

## Статистика виступів
Станом на 23 травня 2025 
| Клуб              | Сезон             | Чемпіонат           | Чемпіонат | Чемпіонат | Кубок | Кубок | Єврокубки | Єврокубки | Інші  | Інші | Всього | Всього |
| Клуб              | Сезон             | Дивізіон            | Матчі     | Голи      | Матчі | Голи  | Матчі     | Голи      | Матчі | Голи | Матчі  | Голи   |
| ----------------- | ----------------- | ------------------- | --------- | --------- | ----- | ----- | --------- | --------- | ----- | ---- | ------ | ------ |
| Париж Б           | 2021–22           | Насьйональ 3        | 5         | 1         | —     | —     | —         | —         | —     | —    | 5      | 1      |
| Париж Б           | 2022–23           | Насьйональ 3        | 15        | 1         | —     | —     | —         | —         | —     | —    | 15     | 1      |
| Париж Б           | Всього            | Всього              | 20        | 2         | 0     | 0     | 0         | 0         | 0     | 0    | 20     | 2      |
| Париж             | 2022–23           | Ліга 2              | 1         | 0         | 0     | 0     | —         | —         | —     | —    | 1      | 0      |
| Париж             | 2023–24           | Ліга 2              | 2         | 0         | 0     | 0     | —         | —         | —     | —    | 2      | 0      |
| Париж             | Всього            | Всього              | 3         | 0         | 0     | 0     | 0         | 0         | 0     | 0    | 3      | 0      |
| → Реал Бетіс Б    | 2023–24           | Сегунда Федерасьйон | 18        | 0         | —     | —     | —         | —         | 3     | 0    | 21     | 0      |
| Реал Бетіс        | 2023–24           | Ла-Ліга             | 0         | 0         | 1     | 0     | —         | —         | —     | —    | 1      | 0      |
| Реал Бетіс        | 2024–25           | Ла-Ліга             | 2         | 0         | 1     | 0     | 2         | 0         | —     | —    | 5      | 0      |
| Реал Бетіс        | Всього            | Всього              | 2         | 0         | 2     | 0     | 2         | 0         | 0     | 0    | 6      | 0      |
| Реал Бетіс Б      | 2024–25           | Прімера Федерасьйон | 13        | 0         | —     | —     | —         | —         | —     | —    | 13     | 0      |
| Всього за кар'єру | Всього за кар'єру | Всього за кар'єру   | 56        | 2         | 2     | 0     | 2         | 0         | 3     | 0    | 63     | 2      |

1. ↑  Матчі плей-оф Сегунди Федерасьйон
2. ↑  Матчі в Лізі конференцій УЄФА